# Hedwig Caspari
Hedwig Caspari (* 1. Mai 1882 in Berlin als Hedwig Joseph; † August 1922 ebenda) war eine deutsche Schriftstellerin des literarischen Expressionismus.

## Leben
Hedwig Caspari veröffentlichte ab 1918 Gedichte in den expressionistischen Zeitschriften Die Schöne Rarität, Saturn und Der Friede, in denen sie sich thematisch in der Welt des Alten Testamentes bewegte.
1919 erschien ein erster Gedichtband und 1920 ein dramatisches Werk. Caspari wurde am 19. August 1922 tot in ihrer Wohnung in der Joachim-Friedrich-Straße 6 in Wilmersdorf aufgefunden. Am 14. August war sie zuletzt lebend gesehen worden. Sie starb durch Suizid und hinterließ zwei unveröffentlichte Werke (Das Blut, eine Handlung in 3 Vorgängen und INRI).

## Werke
- Elohim. Gedichte. Welt-Verlag, Berlin 1919.
- Salomos Abfall. Eine Handlung in 9 Vorgängen. Drama. Welt-Verlag, Berlin 1920.